# 176711 Canmore
176711 Canmore este un asteroid din centura principală de asteroizi.

## Descriere
176711 Canmore este un asteroid din centura principală de asteroizi. A fost descoperit pe 17 august 2002 la Observatorul Palomar de Andrew Lowe. Asteroidul prezintă o orbită caracterizată de o semiaxă mare de 2,34 ua, o excentricitate de 0,07 și o înclinație de 6,7° în raport cu ecliptica.